# علم المسوخ

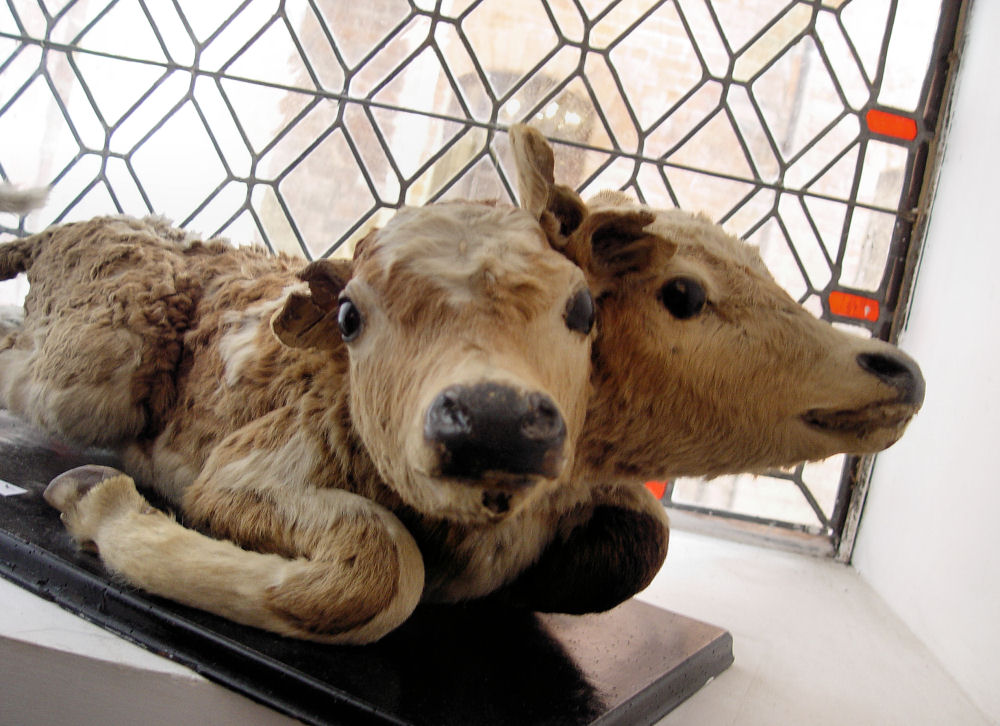
إحدى التشوهات الخلقية لدى الحيوان

علم المسوخ أو مبحث المسخيات  أو بحوث التمسخ أو الامساخ أو علم التشوّه الخَلْقي أو التراتولوجيا (Teratology)، وهو العلم الذي يبحث في دراسة التشوهات الخلقية والنمائية، حيث يصيب الامساخ زهاء 4% من المواليد، وينشأ المسوخ أو التشوّه الخَلْقي عن عوامل متعددة أثناء الحمل منها الأخماج (Infections)، والتعرض إلى الإشعاع، وتناول الأدوية، بالإضافة إلى بعض الأمراض الاستقلابية (Metabolic Diseases)، ورغم الأسباب المذكورة آنفا إلا أن هناك نسبة تنوف على 60% لا يعرف (Identify) لها سبب محدد.
إذ تشمل العيوب التشوهات والاضطرابات والتشوهات وخلل التنسج التي قد تسبب توقف النمو أو تأخر النمو العقلي أو غيرها من الاضطرابات الخلقية التي تفتقر إلى التشوهات الهيكلية. يشمل مصطلح السمية النمائية ذات الصلة جميع مظاهر النمو غير الطبيعي التي تسببها الأذية البيئية. يعتمد مدى تأثير المسخات على الجنين على عدة عوامل، مثل مدة تعرض الجنين، ومرحلة التطور التي كان الجنين فيها عند التعرض، والتركيب الجيني للجنين، ومعدل نقل المسخات.